# Anachrostis nigripuncta
Anachrostis nigripuncta là một loài bướm đêm trong họ Noctuidae.